# Йордан Тенев
Йордан Златев Тенев е български партизанин, офицер, майор.

## Биография
Роден е на 7 февруари 1912 година в сливенското село Старо село. Членува в БКМС и БКП. От 28 юли 1944 година е партизанин и командир на Войнишки партизански батальон „Димитър Благоев“ в Югославия. На 12 октомври 1944 година е назначен за помощник-командир на тринадесети пехотен рилски полк. Награждаван е с орден „За храброст“, IV степен, 2 и 1 клас и съветски орден „Червена звезда“.